# Hobey Baker Memorial Award
Der Hobey Baker Memorial Award ist eine Eishockeytrophäe der National Collegiate Athletic Association (NCAA). Sie wird jährlich an den besten männlichen College-Eishockeyspieler in den Vereinigten Staaten verliehen.
Zur Vergabe werden zahlreiche Kriterien herangezogen, darunter die Charakterstärke auf und abseits des Eises, herausragende Fähigkeiten in allen Spielbereichen, Teamfähigkeit, aber auch die schulischen Leistungen des Spielers. Zudem muss jeder Spieler ein Vollzeitstudium absolvieren und mindestens die Hälfte der Saisonspiele seiner Mannschaft bestreiten.
Die Auszeichnung wurde nach dem früheren US-amerikanischen Eishockeyspieler Hobart „Hobey“ Baker (1892–1918) benannt, der zu den ersten Mitgliedern der Hockey Hall of Fame gehörte. Sie wurde im Jahr 1981 erstmals vergeben, erster Preisträger war Neal Broten von der University of Minnesota. Der Hobey Baker Memorial Award wird heute als wichtigste individuelle Auszeichnung für einen Spieler im College-Eishockey angesehen.
Die entsprechende Auszeichnung für Spielerinnen heißt Patty Kazmaier Memorial Award.

## Trophäendesign
Die Trophäe besteht aus einer Bronzelegierung mit einem Sockel aus Plexiglas, ist 40,64 Zentimeter (16 Zoll) groß und wiegt 18 kg (40 Pfund). Sie zeigt einen Eishockeyspieler in Bewegung und wurde vom Künstler Bill Mack gefertigt, der zuvor bereits eine Skulptur für die Naismith Memorial Basketball Hall of Fame geschaffen hatte. Als Modell diente der Olympiasieger und NHL-Spieler Steve Christoff, der seine College-Karriere an der University of Minnesota bestritten hatte. Vor der Herstellung wurden mehr als 50 verschiedene Haltungen analysiert. Der jährliche Sieger sowie dessen Schule erhalten jeweils eine Kopie der Trophäe.

## Geschichte und Vergabe

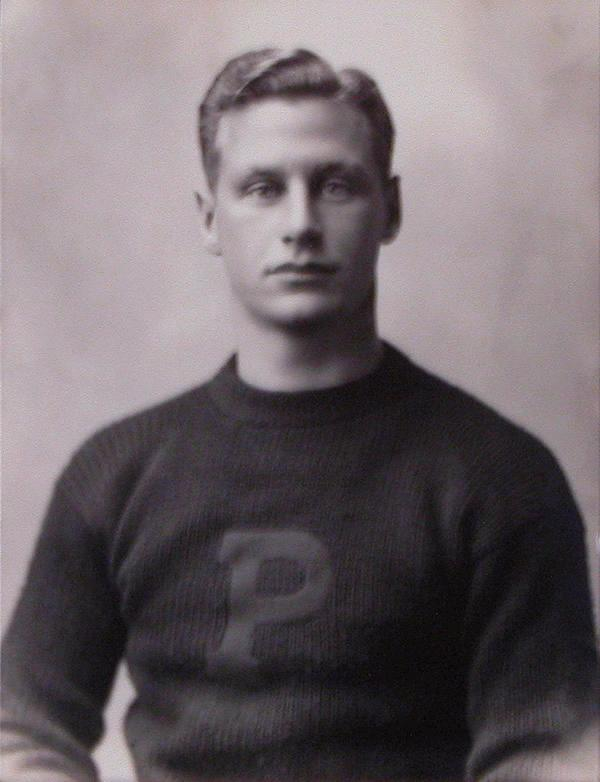
Hobey Baker wurde einstimmig als Namenspatron der Trophäe bestimmt

Die Idee, eine Auszeichnung für den besten Spieler im College-Eishockey zu schaffen, wurde erstmals im Februar 1978 von Chuck Bard, dem Präsidenten des Decathlon Athletic Club aus Bloomington, Minnesota, geäußert. Sie entstand in Anlehnung an den John R. Wooden Award, der im Vorjahr erstmals an den besten Spieler der Saison im College-Basketball verliehen wurde. Um die Pläne zu konkretisieren, gründete Bard daraufhin ein Komitee aus zunächst neun Mitgliedern, dem unter anderem Walter Bush, der damalige Präsident der Minnesota North Stars aus der National Hockey League, angehörte.
Im Jahr 1980 wählten Bard, Bush und der Präsident der United States Hockey Hall of Fame, Roger Godin, die vier US-amerikanischen Eishockeylegenden Moose Goheen, Frank Brimsek, John Mariucci und Hobey Baker als mögliche Namenspatronen für die neue Trophäe aus. Die Entscheidung fiel schließlich einstimmig auf Hobey Baker, obwohl er als einziger Kandidat nicht aus Minnesota stammte. Nach der Fertigstellung der Trophäe und der ersten Abstimmung wurde am 20. März 1981 der erste Gewinner der Trophäe, Neal Broten von der University of Minnesota, bekanntgegeben. Die Festrede beim Bankett hielt Gordie Howe.
Die Vergabe des Hobey Baker Memorial Awards erfolgt in drei Runden. Zunächst wählen die Cheftrainer aller Mannschaften der NCAA Division I die ihrer Ansicht nach jeweils drei besten Spieler ihrer Liga und der gesamten Nation aus. Aus diesen Ergebnissen und einer Online-Abstimmung auf der Website des Awards werden die zehn bestplatzierten Spieler als Finalisten bekanntgegeben. In den ersten Jahren durften an dieser Abstimmung alle Trainer der Divisionen I, II und III teilnehmen, sodass sich unter den Finalisten ungewöhnlich viele Spieler aus den niedrigeren Spielklassen wiederfanden. Das Abstimmungssystem wurde daraufhin angepasst.
Aus dem Feld der zehn Finalisten wählt anschließend das Hobey Baker Memorial Award Selection Committee den Gewinner der Trophäe für die aktuelle Saison. Das Komitee setzte sich bei Einführung der Auszeichnung aus 13, derzeit aus 27 Vertretern aus Medien, Trainern, Schiedsrichtern und NHL-Scouts zusammen. Da weder die Abstimmungsergebnisse noch die genaue Rangfolge der Finalisten veröffentlicht werden, waren bis 2001 nur Sieger und Zweitplatzierter der Abstimmung bekannt. Seit 2002 wird das Feld der Finalisten etwa eine Woche vor Bekanntgabe des Gewinners im Rahmen des Hobey hat trick von zehn auf drei Spieler verkleinert.

## Gewinner des Hobey Baker Memorial Awards
Seit der Einführung der Trophäe 1981 wurden insgesamt 45 Spieler ausgezeichnet. Keinem der Preisträger gelang es, die Auszeichnung mehrfach zu gewinnen. Die Preisträger kamen dabei bislang von 19 verschiedenen Hochschulen.
Abkürzungen: Nat = Nationalität, Pos = Position, C = Center, LW = Linker Flügelstürmer, RW = Rechter Flügelstürmer, D = Verteidiger, G = Torwart
|      |                   |                    |     |                                     |             |           | NHL Entry Draft | NHL Entry Draft | NHL Entry Draft |
| Jahr | Name              | Nat                | Pos | Schule                              | Conference  | Status    | Team            | Runde           | Pos             |
| ---- | ----------------- | ------------------ | --- | ----------------------------------- | ----------- | --------- | --------------- | --------------- | --------------- |
| 2025 | Isaac Howard      | Vereinigte Staaten | LW  | Michigan State University           | Big Ten     | Junior    | TBL             | 01              | 031             |
| 2024 | Macklin Celebrini | Kanada             | C   | Boston University                   | Hockey East | Freshman  | SJS             | 01              | 001             |
| 2023 | Adam Fantilli     | Kanada             | C   | University of Michigan              | Big Ten     | Freshman  | CBJ             | 01              | 003             |
| 2022 | Dryden McKay      | Vereinigte Staaten | G   | Minnesota State University, Mankato | CCHA        | Senior    | ungedraftet     | ungedraftet     | ungedraftet     |
| 2021 | Cole Caufield     | Vereinigte Staaten | RW  | University of Wisconsin–Madison     | Big Ten     | Sophomore | MTL             | 01              | 015             |
| 2020 | Scott Perunovich  | Vereinigte Staaten | D   | University of Minnesota Duluth      | NCHC        | Junior    | STL             | 02              | 045             |
| 2019 | Cale Makar        | Kanada             | D   | University of Massachusetts Amherst | Hockey East | Sophomore | COL             | 01              | 004             |
| 2018 | Adam Gaudette     | Vereinigte Staaten | C   | Northeastern University             | Hockey East | Junior    | VAN             | 05              | 149             |
| 2017 | Will Butcher      | Vereinigte Staaten | D   | University of Denver                | NCHC        | Senior    | COL             | 05              | 123             |
| 2016 | Jimmy Vesey       | Vereinigte Staaten | LW  | Harvard University                  | ECAC        | Senior    | NSH             | 03              | 066             |
| 2015 | Jack Eichel       | Vereinigte Staaten | C   | Boston University                   | Hockey East | Freshman  | BUF             | 01              | 002             |
| 2014 | Johnny Gaudreau   | Vereinigte Staaten | LW  | Boston College                      | Hockey East | Junior    | CGY             | 04              | 104             |
| 2013 | Drew LeBlanc      | Vereinigte Staaten | C   | St. Cloud State University          | WCHA        | Senior    | ungedraftet     | ungedraftet     | ungedraftet     |
| 2012 | Jack Connolly     | Vereinigte Staaten | C   | University of Minnesota Duluth      | WCHA        | Senior    | ungedraftet     | ungedraftet     | ungedraftet     |
| 2011 | Andy Miele        | Vereinigte Staaten | C   | Miami University                    | CCHA        | Senior    | ungedraftet     | ungedraftet     | ungedraftet     |
| 2010 | Blake Geoffrion   | Vereinigte Staaten | LW  | University of Wisconsin–Madison     | WCHA        | Senior    | NSH             | 02              | 056             |
| 2009 | Matt Gilroy       | Vereinigte Staaten | D   | Boston University                   | Hockey East | Senior    | ungedraftet     | ungedraftet     | ungedraftet     |
| 2008 | Kevin Porter      | Vereinigte Staaten | C   | University of Michigan              | CCHA        | Senior    | PHX             | 04              | 119             |
| 2007 | Ryan Duncan       | Kanada             | RW  | University of North Dakota          | WCHA        | Sophomore | ungedraftet     | ungedraftet     | ungedraftet     |
| 2006 | Matthew Carle     | Vereinigte Staaten | D   | University of Denver                | WCHA        | Junior    | SJ              | 02              | 047             |
| 2005 | Marty Sertich     | Vereinigte Staaten | C   | Colorado College                    | WCHA        | Junior    | ungedraftet     | ungedraftet     | ungedraftet     |
| 2004 | Junior Lessard    | Kanada             | RW  | University of Minnesota Duluth      | WCHA        | Senior    | ungedraftet     | ungedraftet     | ungedraftet     |
| 2003 | Peter Sejna       | Slowakei           | LW  | Colorado College                    | WCHA        | Junior    | ungedraftet     | ungedraftet     | ungedraftet     |
| 2002 | Jordan Leopold    | Vereinigte Staaten | D   | University of Minnesota             | WCHA        | Senior    | ANA             | 02              | 044             |
| 2001 | Ryan Miller       | Vereinigte Staaten | G   | Michigan State University           | CCHA        | Sophomore | BUF             | 05              | 138             |
| 2000 | Mike Mottau       | Vereinigte Staaten | D   | Boston College                      | Hockey East | Senior    | NYR             | 07              | 182             |
| 1999 | Jason Krog        | Kanada             | C   | University of New Hampshire         | Hockey East | Senior    | ungedraftet     | ungedraftet     | ungedraftet     |
| 1998 | Chris Drury       | Vereinigte Staaten | LW  | Boston University                   | Hockey East | Senior    | QUE             | 03              | 072             |
| 1997 | Brendan Morrison  | Kanada             | C   | University of Michigan              | CCHA        | Senior    | NJ              | 02              | 039             |
| 1996 | Brian Bonin       | Vereinigte Staaten | C   | University of Minnesota             | WCHA        | Senior    | PIT             | 09              | 211             |
| 1995 | Brian Holzinger   | Vereinigte Staaten | C   | Bowling Green State University      | CCHA        | Senior    | BUF             | 06              | 124             |
| 1994 | Chris Marinucci   | Vereinigte Staaten | C   | University of Minnesota Duluth      | WCHA        | Senior    | NYI             | 05              | 090             |
| 1993 | Paul Kariya       | Kanada             | LW  | University of Maine                 | Hockey East | Freshman  | ANA             | 01              | 004             |
| 1992 | Scott Pellerin    | Vereinigte Staaten | LW  | University of Maine                 | Hockey East | Senior    | NJ              | 03              | 047             |
| 1991 | David Emma        | Vereinigte Staaten | RW  | Boston College                      | Hockey East | Senior    | NJ              | 06              | 110             |
| 1990 | Kip Miller        | Vereinigte Staaten | C   | Michigan State University           | CCHA        | Senior    | QUE             | 04              | 072             |
| 1989 | Lane MacDonald    | Vereinigte Staaten | LW  | Harvard University                  | ECAC        | Senior    | CGY             | 03              | 059             |
| 1988 | Robb Stauber      | Vereinigte Staaten | G   | University of Minnesota             | WCHA        | Sophomore | LA              | 06              | 107             |
| 1987 | Tony Hrkac        | Kanada             | C   | University of North Dakota          | WCHA        | Sophomore | STL             | 02              | 032             |
| 1986 | Scott Fusco       | Vereinigte Staaten | C   | Harvard University                  | ECAC        | Senior    | NJ              | 11              | 211             |
| 1985 | Bill Watson       | Kanada             | F   | University of Minnesota Duluth      | WCHA        | Junior    | CHI             | 04              | 070             |
| 1984 | Tom Kurvers       | Vereinigte Staaten | D   | University of Minnesota Duluth      | WCHA        | Senior    | MTL             | 07              | 145             |
| 1983 | Mark Fusco        | Vereinigte Staaten | D   | Harvard University                  | ECAC        | Senior    | ungedraftet     | ungedraftet     | ungedraftet     |
| 1982 | George McPhee     | Kanada             | F   | Bowling Green State University      | CCHA        | Senior    | ungedraftet     | ungedraftet     | ungedraftet     |
| 1981 | Neal Broten       | Vereinigte Staaten | C   | University of Minnesota             | WCHA        | Sophomore | MIN             | 03              | 042             |

## Ranglisten und Statistiken

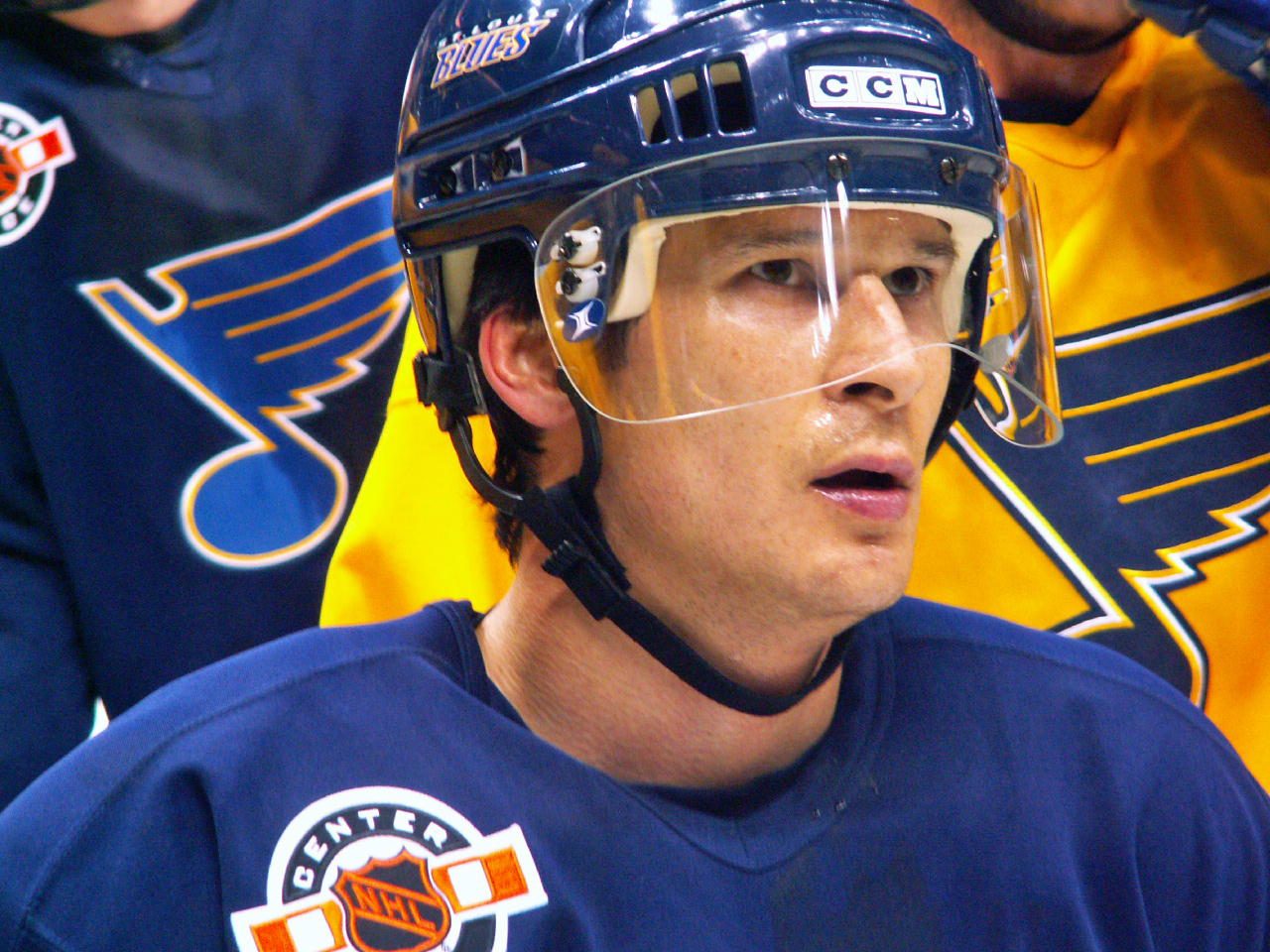
Paul Kariya wurde als erster Freshman ausgezeichnet

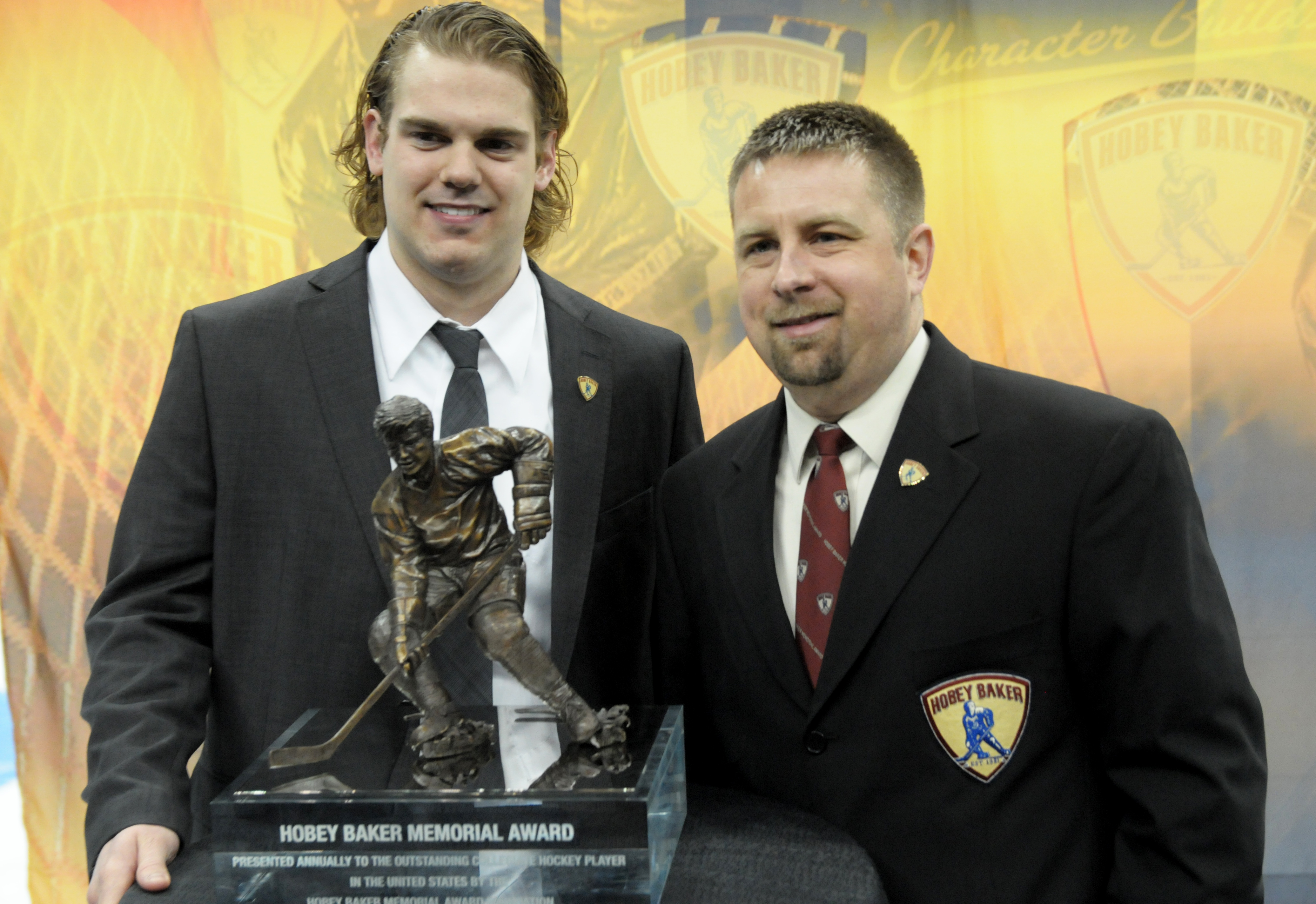
Drew LeBlanc, Gewinner des Hobey Baker Memorial Award 2013

Etwa drei Viertel der bisherigen Gewinner des Hobey Baker Memorial Awards stammen aus den Vereinigten Staaten, elfmal gewann ein Kanadier die Trophäe, zuletzt Macklin Celebrini im Jahr 2024. Bisher gelang es nur einem europäischen Spieler, Peter Sejna vom Colorado College, als bester College-Spieler ausgezeichnet zu werden. Dies entspricht grob der aktuellen (Saison 2018/19) Herkunftsverteilung in der Division I der NCAA, wobei etwa 67 Prozent der Spieler US-Amerikaner, 29 Prozent Kanadier und vier Prozent Europäer sind. Allerdings war der Anteil kanadischer Spieler mindestens bis in die 1980er-Jahre noch deutlich höher.
Am häufigsten wurde die Trophäe an Mittelstürmer, sogenannte Center, vergeben. Insgesamt spielten über drei Viertel der ausgezeichneten Spieler auf der Stürmerposition. In den 1990er-Jahren wurden sogar ausschließlich Angriffsspieler mit dem Award geehrt. Zudem waren acht Verteidiger und drei Torhüter erfolgreich. Die meisten Spieler waren in der Western Collegiate Hockey Association (WCHA) aktiv, die bisher 16 Gewinner stellte, darunter alle Sieger zwischen 2002 und 2007. Dahinter folgen die Conference Hockey East mit zwölf Siegen und die zwischenzeitlich aufgelöste Central Collegiate Hockey Association, die acht ausgezeichnete Spieler stellt. Die Mehrheit der Gewinner befand sich im vierten und somit letzten Jahr der College-Laufbahn, dem senior year. Zudem gelang es jeweils sieben Spielern im zweiten und dritten Jahr sowie mit Paul Kariya (1993), Jack Eichel (2015), Adam Fantilli (2023) und Macklin Celebrini (2024) nur vier Freshmen, die Trophäe zu gewinnen.
Kariya, Eichel, Cale Makar, Cole Caufield, Fantilli, Celebrini und Isaac Howard sind auch die einzigen Gewinner der Hobey Baker Memorial Awards, die in der ersten Runde des NHL Entry Draft ausgewählt wurden, wobei Celebrini als bisher einziger mit dem First Overall Draft Pick gewählt wurde. Insgesamt wurden mehr als zwei Drittel der Gewinner von einem Franchise der National Hockey League gedraftet; im Gegensatz dazu fanden nur 42 Prozent der aktuellen NHL-Spieler, die eine College-Karriere eingeschlagen hatten, ihren Weg über den Draft in die NHL (Stand 2013/14). 38 der 45 Gewinner absolvierten mindestens ein Spiel in der NHL.
| Rang                            | Position         | Anzahl |
| ------------------------------- | ---------------- | ------ |
| 1.                              | Stürmer (F)      | 32     |
|                                 | davon Center (C) | 17     |
| davon Linke Flügelspieler (LW)  | 9                |        |
| davon Rechte Flügelspieler (RW) | 4                |        |
| 2.                              | Verteidiger (D)  | 9      |
| 3.                              | Torhüter (G)     | 3      |

| Status    | Jahr    | Anzahl |
| --------- | ------- | ------ |
| Senior    | 4. Jahr | 26     |
| Junior    | 3. Jahr | 8      |
| Sophomore | 2. Jahr | 7      |
| Freshman  | 1. Jahr | 4      |

| Rang | Nationalität       | Anzahl |
| ---- | ------------------ | ------ |
| 1.   | Vereinigte Staaten | 33     |
| 2.   | Kanada             | 11     |
| 3.   | Slowakei           | 1      |

| Rang | Schule                              | Anzahl |
| ---- | ----------------------------------- | ------ |
| 1.   | University of Minnesota Duluth      | 6      |
| 2.   | Harvard University                  | 4      |
| 2.   | University of Minnesota             | 4      |
| 2.   | Boston University                   | 4      |
| 5.   | Boston College                      | 3      |
| 5.   | Michigan State University           | 3      |
| 5.   | University of Michigan              | 3      |
| 8.   | Bowling Green State University      | 2      |
| 8.   | Colorado College                    | 2      |
| 8.   | University of Denver                | 2      |
| 8.   | University of Maine                 | 2      |
| 8.   | University of North Dakota          | 2      |
| 8.   | University of Wisconsin–Madison     | 2      |
| 13.  | Miami University                    | 1      |
| 13.  | St. Cloud State University          | 1      |
| 13.  | University of New Hampshire         | 1      |
| 13.  | Northeastern University             | 1      |
| 13.  | University of Massachusetts Amherst | 1      |
| 13.  | Minnesota State University, Mankato | 1      |

| Rang | Conference                            | Anzahl |
| ---- | ------------------------------------- | ------ |
| 1.   | Western Collegiate Hockey Association | 16     |
| 2.   | Hockey East                           | 12     |
| 3.   | Central Collegiate Hockey Association | 8      |
| 4.   | ECAC Hockey                           | 4      |
| 5.   | Big Ten Conference                    | 3      |
| 6.   | National Collegiate Hockey Conference | 2      |

## Finalisten
Jährlich werden zehn Finalisten für den Hobey Baker Memorial Award benannt. Dabei gelang es bisher keinem Spieler, in allen vier College-Jahren für die Auszeichnung nominiert zu werden. Sieben Spieler standen je dreimal unter den Finalisten, davon gelang es nur Brendan Morrison, Chris Drury und Dryden McKay, die Trophäe zu gewinnen.
| Name             | Pos. | Schule                              | Jahre            |
| ---------------- | ---- | ----------------------------------- | ---------------- |
| Nelson Emerson   | RW   | Bowling Green State University      | 1988, 1989, 1990 |
| Greg Johnson     | C    | University of North Dakota          | 1991, 1992, 1993 |
| Brendan Morrison | C    | University of Michigan              | 1995, 1996, 1997 |
| Martin St. Louis | RW   | University of Vermont               | 1995, 1996, 1997 |
| Chris Drury      | C    | Boston University                   | 1996, 1997, 1998 |
| Brian Gionta     | RW   | Boston College                      | 1999, 2000, 2001 |
| Dryden McKay     | G    | Minnesota State University, Mankato | 2020, 2021, 2022 |